# Ленінградський Шлюз
Ленінградський Шлюз (рос. Ленинградский Шлюз) — хутір Бокситогорського району Ленінградської області Росії. Входить до складу Великодвірського сільського поселення.
Населення — 3 особи (2012 рік). 